# 王文濡
王文濡（1867年—1935年），原名承治，字均卿，號學界閑民、天壤王郎、吳門老均、新舊廢物。籍浙江省吳興縣南潯鎮(今湖州市南潯區)。清末民初重要的編輯家，編有《明清八大家文鈔》、《續古文觀止》等。

## 生平
- 清同治丁卯年，生於浙江省吳興縣南潯鎮，他的祖先來自安徽省廣德縣。
- 光緒癸未年（1883年）登科秀才，甲申年即補博士弟子員。對於詩詞、古文頗為精曉。
- 光緒戊戌年（1898年），因帝銳意變法[1]，慈禧太后復聽政[2]。為維護維新，遂伏闕上書，因而抵觸慈禧，責令浙撫辦理，至此遁跡山越。
- 光緒庚子年（1900年）應李維奎之邀主持明理學社[3]校務，並於潯溪書院授課。
- 光緒壬寅年（1902年）離開南潯至上海，先後擔任任商務印書館、中華書局編輯，至此開展編輯事業。上海的國學扶輪社成立，他是創辦者之一。
- 宣統己酉(1909年)，南社在蘇州成立，發起人為同盟會會員。以詩文鼓吹革命，王亦為參與者之一。此段時間，相繼任中華書局、大東書局、文明書局、進步書局、鴻文書局，樂群書局及國學扶輪社等編輯。以為中華、文明二書局編刊各家詩文集及楹聯尺牘最多所刊《說庫》、《筆記小說大觀》、《香豔叢書》，考訂周詳，並加提要，費力更大。
- 民國三年(1914年)，與友人合辦《香豔雜誌》，第三期刊登了王的一張照片，下有「不新不舊，不隱不仕，不黨不會，不求不忮，不老不少，不生不死，無以名之，廢物而已」題詞，
- 晚年在吳中北寺塔東石塘灣購地，建屋辟圃，名曰「辛臼簃」。1935年夏季於吳興縣南潯鎮與世長辭。

## 編作
- 《精選楹聯彙編》(存七卷)，王文濡等編，上海書局巾箱石印本，清光緖三十年(1904)[4]
- 《國朝文匯》(甲前集二〇卷,甲集六〇卷,乙集七〇卷,丙集三〇卷,丁集二〇卷)(清)沈粹芬、王文濡等編，上海國學扶輪社石印本，清宣統元年(1909)。
- 《中華新字典》王文濡等編，上海廣益書局石印本，民國元年(1912)。
- 《說庫》 一六〇種，王文濡編，上海文明書局石印本，民國四年(1915)。
- 《清詩評註讀本》，王文濡編，上海文明書局，民國五年(1916)。
- 《晚唐詩選》八卷，王文濡編，上海中華書局排印本，民國七年(1918)。
- 《宋元明詩評註讀本》六卷，王文濡評選，上海進步書局排印本，民國八年(1919)。
- 《清代駢文評註讀本》 王文濡編，上海文明書局排印本，民國八年(1919)。
- 《清文評註讀本》四卷，王文濡評選，上海文明書局排印本，民國九年(1920)。
- 《詞話叢鈔》一五卷，況周頤輯、王文濡增補，上海大東書局石刻本，民國十年(1921)。
- 《評校音註古文辭類纂》七四卷，王文濡校，上海中華書局排印本，民國十二年(1923)。
- 《評校音註續古文辭類纂》三四卷，王文濡校，上海中華書局排印本，民國十二年(1923)。
- 《古文辭類纂評註》(清)姚鼐編,王文濡校註，上海文明書局排印本，民國十三年(1924)。
- 《音注蘇東坡文》四卷《蘇東坡詩》一卷，上海文明書局排印本，民國十三年(1924)。
- 《續古文觀止》八卷，王文濡選輯，上海文明書局排印本，民國十三年(1924)。[5]
- 《明清八大家文鈔》八卷，王文濡輯，上海進第書局排印本，民國十三年(1924)。
- 《晚唐詩選》八卷，王文濡編，上海中華書局排印本，民國十三年(1924)。
- 《詞話叢鈔》存七卷，王文濡校閱，上海文明書局排印本，民國十四年(1925)。
- 《春謎大觀》二卷，王文濡輯，上海進步書局排印本，民國十七年(1928)。
- 《作文初步》四卷，江山淵編，王文濡閱，上海文明書局排印本，民國十八年(1929)。
- 《清詩評註讀本》六卷，王文濡評選，王懋、郭希汾注釋，上海文明書局排印本，民國十八年(1929)。
- 《南北朝文評註讀本》王文濡評選 民國十九年(1930)上海文明書局排印本
- 《音注陸放翁詩》，王文濡注，上海文明書局排印本，民國二十年(1931)。
- 《古詩評註讀本》三卷，王文濡評選，金熙、汪處廬注釋，上海文明書局排印本，民國二十年(1931)。
- 《宋元明詩評註讀本》六卷，王文濡評選，汪勁扶、沈鎔註釋，上海文明書局排印本，民國二十年(1931)。
- 《近代文評註讀本》王文濡評選，上海文明書局排印本，民國二十年(1931)。
- 《清代駢文評註讀本》王文濡評選，上海文明書局排印本，民國二十年(1931)。
- 《清文評註讀本》王文濡評選，上海文明書局排印本，民國二十年(1931)。
- 《秦漢三國文評註讀本》 王文濡評選，上海文明書局排印本，民國二十年(1931)。
- 《唐詩評註讀本》六卷，王文濡評選、汪處廬,金熙注釋，上海文明書局排印本，民國二十一年(1932)。
- 《註續古文辭類纂》三四卷，王文濡，上海文明書局排印本，民國二十一年(1932)。
- 《唐文評註讀本》王文濡評選，上海文明書局排印本，民國二十一年(1932)。
- 《宋元明文評註讀本》王文濡評選，上海文明書局排印本，民國二十一年(1932)。
- 《評校音註古文辭類纂》七四卷，王文濡，上海文明書局排印本，民國二十二年(1933)。
- 《唐詩易讀》六卷，王文濡編，上海中華書局排印本，民國二十三年(1934)。
- 《歷代詩文名篇評注讀本》，王文濡、岳文群編，岳麓書社出版，2001年。

## 語錄
- 不新不舊，不隱不仕，不黨不會，不求不忮，不老不少，不生不死，無以名之，廢物而已。
- 作文傭歷史卅餘年，筆禿墨乾，垂垂老矣；諫我祖太平十二策，屈憂賈哭，鬱鬱居茲。
- 春分綠楊，結鄰吳太伯；詩吟紅杏，偕隱宋尚書。(原注：兩鄰一吳一宋)
- 右寺左庵，偶過僧尼作閒話；先憂後樂，空談民物負初心。
- 烏衣葛巾，縱談天下事；月白風清，如此良夜何。